# Эмоциональный интеллект
Эмоциона́льный интелле́кт (ЭИ; англ. emotional intelligence, EI) — сумма навыков и способностей человека распознавать эмоции, понимать намерения, мотивацию и желания других людей и свои собственные, а также способность управлять своими эмоциями и эмоциями других людей в целях решения практических задач. Относится к гибким навыкам.
Понятие эмоционального (социального) интеллекта появилось как реакция на частую неспособность традиционных тестов интеллекта предсказать успешность человека в карьере и в жизни. Этому было найдено объяснение, состоявшее в том, что зачастую успешные люди способны к эффективному взаимодействию с другими людьми, основанному на эмоциональных связях, и к эффективному управлению своими собственными эмоциями, в то время как принятое понятие интеллекта не включало эти аспекты, и тесты интеллекта не оценивали эти способности.
По менее распространённому определению С. Дж. Стейна и Говарда Бука, эмоциональный интеллект, в отличие от привычного всем понятия интеллекта, «является способностью правильно истолковывать обстановку и оказывать на неё влияние, интуитивно улавливать то, чего хотят и в чём нуждаются другие люди, знать их сильные и слабые стороны, не поддаваться стрессу и быть обаятельным».

## История
Предполагается, что именно эмоциональный интеллект в современном его понимании был ключевым для выживания человека в доисторические времена, поскольку он проявляется в способности адаптироваться в окружающей среде, уживаться и находить общий язык с соплеменниками и соседними племенами. Этого аспекта в 1872 году коснулся Чарльз Дарвин в своём труде «Выражение эмоций у людей и животных», где он писал о роли внешних проявлений эмоций для выживания и адаптации.
Проблемой эмоций и контроля над эмоциями много занимался основатель психоанализа Зигмунд Фрейд. Он, в частности, считал, что первые законы и предписания этики, такие как «Свод законов Хаммурапи» (XVIII век до н. э., Вавилон) или эдикт императора Ашоки, можно расценивать именно как первые попытки обуздать и цивилизовать проявления эмоций.
Первые публикации, рассматривавшие социальное взаимодействие людей как вид интеллекта, появились в 1920-х годах. В 1920 году профессор Эдвард Торндайк впервые ввёл понятие социального интеллекта, который он описал как «способность понимать людей, мужчин и женщин, мальчиков и девочек, умение обращаться с людьми и разумно действовать в отношениях с людьми».. В 1926 году был создан первый получивший широкое распространение тест (тест-анкета) для измерения социального интеллекта — George Washington Social Intelligence Test. Попытки измерения социального интеллекта продолжились в следующие десять лет, хотя, по заключению Роберта Торндайка (англ. Robert Thorndike) и Сола Стерна (Saul Stern), написавших обзор методов измерения социального интеллекта в 1937 году, эти попытки не увенчались успехом.
Важный вклад в исследование интеллекта внёс Дэвид Вэкслер (David Wechsler), который рассматривал интеллект как «совокупную способность индивидуума действовать целенаправленно, рационально мыслить и эффективно взаимодействовать с окружающим миром». В 1940 году он написал публикацию, в которой разделил способности человека на «интеллектуальные» и «неинтеллектуальные», к числу последних он отнёс аффективные, личностные и социальные, и заключил, что именно «неинтеллектуальные» способности являются ключевыми при предсказании жизненного успеха человека. Влияние Дэвида Вэкслера, много занимавшегося разработкой тестов интеллекта, сохранялось и в начале второй половины XX века, когда доминирующей в психологии стала теория бихевиоризма.
В 1960-х впервые стало фигурировать понятие именно эмоционального интеллекта. В 1964 году оно появилось в работе Майкла Белдока (Michael Beldoch) Sensitivity to expression of emotional meaning in three modes of communication, а в 1966 году в работе Ханскарла Лёйнера Emotional intelligence and emancipation.
В 1975 году Клод Штайнер (англ. Claude Steiner), один из основателей транзактного анализа, разработал концепцию эмоциональной грамотности и запустил программу тренинга эмоциональной грамотности, представленную в его книге Achieving Emotional Literacy (изд. Avon Books, Нью-Йорк, 1997).
Расцвет теории эмоционального интеллекта пришёлся на 1980-е и 1990-е. В 1983 году Говард Гарднер (Howard Gardner) опубликовал свою известную модель интеллекта, в которой разделил интеллект на внутриличностный и межличностный. В 1985 году Уэйн Пэйн (Payne, Wayne Leon) опубликовал работу A Study of Emotion: Developing Emotional Intelligence, посвящённую развитию эмоционального интеллекта. В 1988 году Рувен Бар-Он в своей докторской диссертации ввёл понятие эмоционального коэффициента EQ (англ. Emotional Quotient, по аналогии с англ. Intelligence Quotient, IQ). Наконец, в 1990 году вышла влиятельнейшая статья Питера Саловея и Джона Майера «Эмоциональный интеллект» (англ. Emotional Intelligence), фактически определившая всё современное понимание эмоционального интеллекта. После выхода этой статьи теория эмоционального интеллекта привлекла большое внимание, последовала масса публикаций на тему эмоционального интеллекта.
В 1995 году научный журналист Дэниел Гоулман (Daniel Goleman) опубликовал научно-популярную книгу Emotional Intelligence, в которой описал историю развития теории эмоционального интеллекта, дал обзор современных научных представлений об эмоциональном интеллекте и даже представил собственную модель эмоционального интеллекта, получившую впоследствии название смешанной модели. В 1996 году Рувен Бар-Он на собрании американской ассоциации психологов в Торонто представил свой новый тест EQ-i (Emotional Quotient Inventory), содержавший перечень вопросов для определения коэффициента эмоционального интеллекта, из которого родилась «модель эмоционального интеллекта Бар-Она».
В начале XXI века разработка концепции эмоционального интеллекта продолжилась, многие новые публикации по этой теме сделали Петр Соловей (Петер Саловей), Джон Майер, Говард Гарднер, Константин Василис Петридис. Начинают накапливаться данные о мозговом обеспечении эмоционального интеллекта.

## Модель эмоционального интеллекта Майера-Саловея-Карузо (модель способностей)
Данная модель считается в психологии основной на данный момент, именно её, как правило, используют для описания понятия эмоционального интеллекта, хотя также большой популярностью пользуется основанная на этой модели смешанная модель Дэниэла Гоулмана (см. ниже). Модель способностей критиковалась некоторыми учёными, в частности Говардом Гарднером, за излишний психометрический уклон.
Майер, Саловей и Карузо выделяют всего четыре составляющие эмоционального интеллекта:
1. Восприятие эмоций — способность распознавать эмоции (по мимике, жестам, внешнему виду, походке, поведению, голосу) других людей, а также идентифицировать свои собственные эмоции.
2. Использование эмоций для стимуляции мышления — способность человека (главным образом неосознанно) активировать свой мыслительный процесс, пробуждать в себе креативность, используя эмоции как фактор мотивации.
3. Понимание эмоций — способность определять причину появления эмоции, распознавать связь между мыслями и эмоциями, определять переход от одной эмоции к другой, предсказывать развитие эмоции со временем, а также способность интерпретировать эмоции во взаимоотношениях, понимать сложные (амбивалентные, неоднозначные) чувства.
4. Управление эмоциями — способность укрощать, пробуждать и направлять свои эмоции и эмоции других людей для достижения поставленных целей. Сюда также относится способность принимать эмоции во внимание при построении логических цепочек, решении различных задач, принятии решений и выборе своего поведения.

## Смешанная модель
Модель эмоционального интеллекта, созданная научным журналистом Дэниэлом Гоулманом, приобрела большую популярность благодаря его книге, разошедшейся рекордными тиражами. В то же время многие учёные указывают на недостаточную научность этой модели. Смешанная модель предполагает, что эмоциональный интеллект состоит из 5 компонентов:
1. Самопознание — способность идентифицировать свои эмоции, свою мотивацию при принятии решений, узнавать свои слабые и сильные стороны, определять свои цели и жизненные ценности.
2. Саморегуляция — способность контролировать свои эмоции, сдерживать импульсы.
3. Мотивация — способность стремиться к достижению цели ради факта её достижения.
4. Эмпатия — способность учитывать чувства других людей при принятии решений, а также способность сопереживать другим людям.
5. Социальные навыки — способность выстраивать отношения с людьми, манипулировать людьми, подталкивать их в желаемом направлении.

Три теста-опросника было создано на основе модели Гоулмана: Emotional Competency Inventory (ECI), Emotional and Social Competency Inventory (ESCI), Emotional and Social Competency — University Edition (ESCI-U).

## Модель социального и эмоционального интеллекта (ESI) Рувена Бар-Она
Модель Рувена Бар-Она (англ. Reuven Bar-On) была представлена в 1996 году на собрании американской ассоциации психологов в Торонто (Канада). Модель состоит из 15 способностей:
1. Самоуважение — способность понимать и оценивать себя, видеть свои возможности и ограничения, сильные и слабые стороны, и принимать себя вместе со своими сильными и слабыми сторонами.
2. Эмоциональная осознанность — способность человека распознавать у себя наличие эмоции в конкретный момент, различать свои эмоции и понимать причины их возникновения.
3. Ассертивность / Самовыражение — способность ясно и конструктивно выражать свои чувства и мысли, а также способность мобилизовывать свою эмоциональную энергию, проявлять при необходимости твёрдость убеждений, стоять на своём.
4. Независимость — способность полагаться на себя и эмоционально не зависеть от других.
5. Эмпатия — это умение распознавать, осознавать и понимать чувства других людей.
6. Социальная ответственность — способность идентифицировать себя как члена социальной группы, конструктивно сотрудничать с другими людьми, проявлять заботу и брать на себя ответственность за других людей.
7. Межличностные отношения — способность конструктивного общения через вербальные и невербальные коммуникации, способность устанавливать и поддерживать взаимовыгодные отношения, основанные на чувстве эмоциональной близости, умение чувствовать себя свободно и комфортно в социальных контактах.
8. Стрессоустойчивость — способность эффективно управлять своими эмоциями, быстро находить выход из ситуации.
9. Контролирование импульсов — способность сдерживать свои эмоции, воздерживаться перед соблазном.
10. Оценка действительности — способность сверять свои мысли и чувства с объективной внешней реальностью.
11. Гибкость — способность быстро корректировать свои чувства, мысли, представления и поведение соответственно меняющимся обстоятельствам.
12. Решение проблем — способность устанавливать и формулировать проблему, а также находить для неё потенциально эффективное решение.
13. Самоактуализация — способность устанавливать цели и стремиться к их достижению, реализовывать свой потенциал.
14. Оптимизм — способность сохранять надежду и позитивное отношение даже в сложных обстоятельствах.
15. Счастье / Благополучие — способность чувствовать удовлетворённость собой, другими и жизнью в целом.

## Эмоциональная грамотность
Термин эмоциональная грамотность часто используется параллельно, а иногда и взаимозаменяемо, с термином эмоциональный интеллект. Однако между ними существуют важные различия. Эмоциональная грамотность была отмечена как часть проекта, пропагандирующего гуманистическое образование в начале 1970-х годов.
Этот термин был впервые использован Клодом Штайнером, который говорит, что:

эмоциональная грамотность состоит из «способности понимать ваши эмоции, умения слушать других и сопереживать их эмоциям, а также умения эффективно выражать эмоции. Чтобы быть эмоционально грамотным, нужно уметь обрабатывать эмоции таким образом, чтобы улучшить вашу личную силу и улучшить качество жизни вокруг вас. Эмоциональная грамотность улучшает отношения, создает возможность возникновения любви между людьми, делает возможной совместную работу и облегчает возникновение чувства общности».

Штайнер разбивает эмоциональную грамотность на 5 частей:
1. Осознание своих чувств.
2. Обладание чувством сопереживания.
3. Умение управлять своими эмоциями.
4. Победа над эмоциональными проблемами.
5. В целом: эмоциональная интерактивность.

Согласно Штайнеру, эмоциональная грамотность заключается в понимании собственных чувств и чувств других людей для облегчения межличностных отношений, в том числе с помощью диалога и самоконтроля. Способность осознавать и воспринимать чужие чувства позволяет эффективно взаимодействовать с другими людьми, в результате чего возникает навык рационального поведения в ситуациях, сопровождающихся сильными эмоциями. Штайнер называет эту способность «эмоциональной интерактивностью». Поэтому модель эмоциональной грамотности Штайнера заключается прежде всего в конструктивном решении эмоциональных трудностей, с которыми мы сталкиваемся, чтобы построить надежное будущее. Он считает, что личная власть может быть увеличена, а отношения трансформированы. Акцент делается на индивидууме, и как таковой побуждает человека смотреть вовнутрь, а не на социальную среду, в которой действует индивид.

## Критика теории эмоционального интеллекта
Эмоциональный интеллект часто преподносится как абсолютный ключ к успеху во всех сферах жизни: в школе, на работе, во взаимоотношениях. Однако, по мнению Дж. Майера, EI, возможно, является причиной всего лишь 1-10 % (согласно другим данным — 2-25 %) важнейших жизненных паттернов и результатов. Единственная позиция, по которой популярная и научная концепции эмоционального интеллекта пришли к согласию: эмоциональный интеллект расширяет представления о том, что означает быть умным..
С другой стороны все модели эмоционального интеллекта критикуют за достаточно произвольное добавление в них компонентов. И хотя нет сомнений, что все эти компоненты действительно влияют на успех человека в жизни и особенно в карьере, но для подачи этого как научной теории требуется установить некий чёткий принцип, на основе которого можно было бы структурировать понятие эмоционального интеллекта, а в отсутствие этого принципа понятие эмоционального интеллекта превращается лишь в произвольный набор факторов, влияющих на жизнь человека.
Большого объёма персональной критики удостоился Дэниэл Гоулман, которого с момента выхода его первой книги обвиняют в нехватке системного научного подхода, недостатке ссылок на источники при заимствованиях и в чрезмерной коммерциализации понятия эмоционального интеллекта.